# Аралтобе (Западно-Казахстанская область)
Аралтобе (каз. Аралтөбе) — село в Сырымском районе Западно-Казахстанской области Казахстана. Административный центр Аралтобинского сельского округа. Код КАТО — 275835100.

## Население
В 1999 году население села составляло 1641 человек (842 мужчины и 799 женщин). По данным переписи 2009 года, в селе проживало 1037 человек (551 мужчина и 486 женщин).